# 帕皮·吉洛博吉
帕皮·吉洛博吉（El Hadji Papy Mison Djilobodji，1988年12月1日—），是塞內加爾的職業足球運動員，司職後衛及防守中場，现效力于土耳其足球超级联赛俱乐部加濟安泰普。

## 外部連結
- Foot-National Profile （页面存档备份，存于）